# Wereldkampioenschappen zeilwagenrijden 2004
De wereldkampioenschappen zeilwagenrijden 2004 waren door de Internationale Vereniging voor Zeilwagensport (FISLY) georganiseerde kampioenschappen voor zeilwagenracers. De 9e editie van de wereldkampioenschappen vond plaats in het Duitse Sankt Peter-Ording van 18 tot 24 september 2004. Het was tevens de 42e editie van het Europese kampioenschappen.

## Uitslagen
| klasse   | Goud              | Zilver              | Brons                |
| -------- | ----------------- | ------------------- | -------------------- |
| Standart | Damien Telle      | Ludovic Lefebvre    | Jean Claude Bouville |
| Klasse 2 | Johan Sobry       | Didier Gervais      | Peter Allemeersch    |
| Klasse 3 | Loic Dupret       | François Grard      | Olivier Imbert       |
| Klasse 5 | Xavier Faucon     | Aurélien Morandière | Jean-Philippe Mizzi  |
| Klasse 8 | Björn Krautschick | Michael Nast        | Jerome Grimmick      |

1975 ·
1980 ·
1981 ·
1987 ·
1993 ·
1998 ·
2000 ·
2002 ·
2004 ·
2006 ·
2008 ·
2010 ·
2012 ·
2014 ·
2018 ·
2020
1963 ·
1964 ·
1965 ·
1966 ·
1967 ·
1968 ·
1969 ·
1970 ·
1971 ·
1972 ·
1973 ·
1974 ·
1975 ·
1976 ·
1977 ·
1978 ·
1979 ·
1980 ·
1981 ·
1982 ·
1983 ·
1984 ·
1985 ·
1986 ·
1987 ·
1988 ·
1989 ·
1990 ·
1991 ·
1992 ·
1993 ·
1994 ·
1995 ·
1996 ·
1997 ·
1998 ·
1999 ·
2000 ·
2001 ·
2002 ·
2003 ·
2004 ·
2005 ·
2006 ·
2007 ·
2009 ·
2010 ·
2011 ·
2013 ·
2015 ·
2016 ·
2017 ·
2019 ·
2020 ·